# James McKenzie
James McKenzie (13. august 1903 - 8. januar 1931) var en skotsk bokser, som deltog i OL 1924 i Paris.
McKenzie vandt en sølvmedalje i boksning under OL 1924 i Paris. Han kom på en andenplads i vægtklassen fluevægt.
Hans bror George McKenzie vandt en bronzemedalje under OL 1920 i Antwerpen.